# Бродовский историко-краеведческий музей
Бродовский историко-краеведческий музей (укр. Бродівський історико-краєзнавчий музей) - состоит из главного помещения, расположенного на центральной площади города в здании XVIII в., в котором с 1882 по 1918 гг. находилось повятовое староство Австро-Венгерской империи и выставочных залов на территорииБродовского замка .
Музей был создан к 900-летию города Броды в 1984 г. на средства Украинского общества охраны памятников истории и культуры, а также местных предприятий. До начала 1991 действовал как народный, после чего стал отделом Львовского исторического музея.
Музей освещает историю края с древнейших времён до середины XX в. Экспозиция музея имеет 43 раздела и размещена хронологически в 7 залах:
- Древнейшее прошлое (начиная с каменного века до периода Киевской Руси)
- Литовско-польский период (конец XIV-XVIII ст.)
- Край под властью Австрийской империи (1772 - 1918 гг.)
- Первая мировая война (1914-1918 гг.) и национально-освободительная борьба (1918-1919 гг.), польско-большевистская война (в 1920 г.)
- Межвоенный период (в 1920-1939 г.)
- Вторая мировая война (1939-1945 гг.), борьба ОУН, УПА на Бродовщине (1940-50-е гг.)

Отдельно представлены «Природа Бродовщины» и «Этнография края (конец XII – нач. XX ст.)».
В музее находится также фотогалерея с видами достопримечательностей истории и культуры Бродовского района, панорама "Броды XVII-XVIII в."
В выставочном зале экспонируются тематические фотовыставки: "История бродовских евреев", "Путешествие по старому городу: Броды на старых фотографиях и почтовых открытках конца XIX - начала XX ст.", "Юзеф Коженевский и Броды".
В настоящее время фонды музея насчитывают более 5 тыс. экспонатов. Среди экспонатов особре внимание вызывают фрагмент римского стеклянного ожерелья IV-V в., старопечатный "Апостол" (1654 г.), "Евангелие" (1634 г.), "Триод" (1744 г.), ритуальная церковная посуда (бронза, серебро, позолота, инкрустация и др.
Музей также освещает деятельность известных людей, связанных с историей края.
Адрес: Украина, Львовская область, г. Броды , пл. Свободы, 5.